# Izabela Blojiška
Izabela Blojiška (francuski Isabelle de Blois; latinski Ysabella) (? – 25. 11. 1248.) bila je srednjovjekovna francuska plemkinja, kći grofa Teobalda V. i njegove žene Alix te sestra Margarete, polunećakinja kralja Ivana i istoimena sestrična carice Izabele.
Bila je grofica Chartresa.
Izabela se prvo udala za plemića Sulpicea III. od Amboisea, sina Huga i Matilde. Mužu je rodila Ivana, Matildu i Huga III.
Izabela je bila i žena lorda Ivana II. od Montmiraila (? – 1240.). On je bio sin Ivana i Helvise.